# Heddawa
De Heddawa is een Marokkaanse soefi-orde.

## De stichter
Sidi Heddi heeft de orde einde 18e, begin 19e eeuw gesticht. Behalve dat het zeker is dat hij geleefd heeft is er verder bijna niets met zekerheid over hem te vertellen. Hij ligt begraven op de Jbel al- Alam in het westelijke Rifgebergte, in de nabije omgeving van het graf van Abd-as-Salâm Ibn Mashish. Ibn Mashish, alhoewel hij eeuwen voor Sidi Heddi leefde, was een van zijn leermeesters, naast Abd-al-Qadir al Jilani.

## De orde
De Heddawa zijn zwervende bedelmonniken, die iedere vorm van materialisme verwerpen. Zij kenmerken zich door een excessief gebruik van kif en hashish teneinde extase op te wekken. Tevens wordt door enkele Heddawi opium en/of alcohol gebruikt.
Momenteel zijn er meerdere muziekgroepen die uit Heddawi bestaan actief in Marokko en internationaal.

## Zaouïa
Bij het graf van Sidi Heddi op de Jbel al- Alam.